# 大銀行家遊艇
大銀行家遊艇有限公司，簡稱大銀行家遊艇（英語：Grand Banks Yachts Limited，SGX：G50、OTCBB：GBYLY
），在1956年當時由羅拔·牛頓(Robert Newton)創立一家專門頂級遊艇，名為「美國船舶公司」，也是當時總部位於香港將軍澳。
現時由董事長羅拔·列文斯頓，以及首席執行官羅拔·列文斯頓二世主理。總部位於541 Orchard Road #11-04 Liat Towers Singapore 238881。其股份在1987年9月7日於新加坡交易所創業板（凱利板前身）上市，其後在1993年8月11日轉在主板上市。

## 連結
- GrandBanks.com （页面存档备份，存于）